# 34441 Thomaslee
34441 Thomaslee è un asteroide della fascia principale. Scoperto nel 2000, presenta un'orbita caratterizzata da un semiasse maggiore pari a 3,1745142 au e da un'eccentricità di 0,1367646, inclinata di 5,22507° rispetto all'eclittica.